# Tiltil
Tiltil är en kommun i Chile.   Den ligger i provinsen Provincia de Chacabuco och regionen Región Metropolitana de Santiago, i den södra delen av landet, 50 km norr om huvudstaden Santiago de Chile.
Omgivningarna runt Tiltil är i huvudsak ett öppet busklandskap. Runt Tiltil är det ganska tätbefolkat, med 86 invånare per kvadratkilometer.